# Apanthura zeewykae
Apanthura zeewykae là một loài chân đều trong họ Anthuridae. Loài này được Kensley & Poore miêu tả khoa học năm 1982.